# Ancyrocephalus vanbenedeni
Ancyrocephalus vanbenedeni är en plattmaskart. Ancyrocephalus vanbenedeni ingår i släktet Ancyrocephalus och familjen Dactylogyridae. Inga underarter finns listade i Catalogue of Life.